# مذهب در انگلستان قرون وسطی

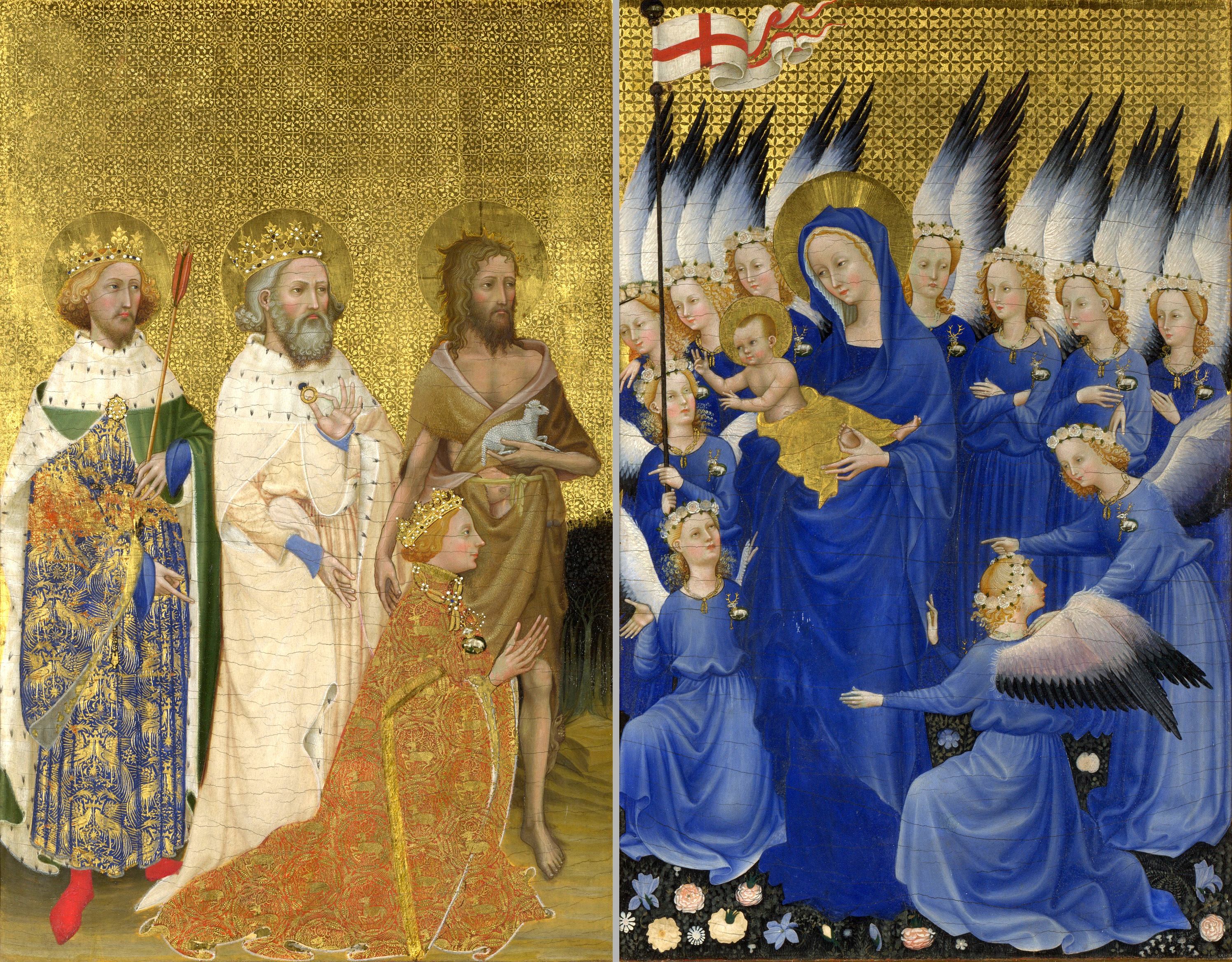
ریچارد دوم، ارادت خود را به باکره و کودک توسط پشتیبان و حامی وی سنت جان باپتیست به ایشان ارزانی می‌دارد، الواح ویلتون دیپتیچ

مذهب در انگلستان قرون وسطی (انگلیسی: Religion in Medieval England) دین و مذهب در انگلستان قرون وسطی شامل تمامی اشکال مختلف سازمان مذهبی می‌گردید، ممارست و اعتقاد مذهبی در انگلستان، بین پایان اقتدار روم در قرن پنجم و ظهور خاندان تودور در اواخر قرن پانزدهم رابطه تنگاتنگی دارد، فروپاشی اقتدار روم، زمینه‌ساز پایان مذهب رسمی اما صوری مسیحیت در بخش شرقی آنچه که اکنون انگلستان نامیده می‌گردید شد، همان زمانی که آنگلوساکسون‌ها کنترل بخش اعظمی از جزیره را در اختیار گرفتند، جهش به سمت مسیحیت تنها در اواخر قرون ششم و هفتم مجدداً آغاز گردید، پاپ گریگوری یکم، یک گروه از مبلغان مذهبی را به تدریج به درون قلمرو پادشاهی انگلوساکسون فرستاد که تغییر مذهب مردمان این ولایات را سبب گردید، راهبان اسکاتلندی-ایرلندی در شمال انگلستان مشغول فعالیت بودند و این روند تا پایان قرن هفتم تا حدود بسیار زیادی موفقیت‌آمیز می‌نمود، اما یک آرایهٔ گیج‌کننده و متفاوت از شیوه‌های محلی و مراسم سنتی باقی مانده بود، حمله وایکینگ‌ها که از قرون هشتم و نهم آغاز گردید، زمینه‌ساز ورود مجدد الحاد به مناطق شمال شرقی انگلستان گردید که به نوبه خود موج دیگری از این تغییر کیش را به همراه داشت

## نگارخانه

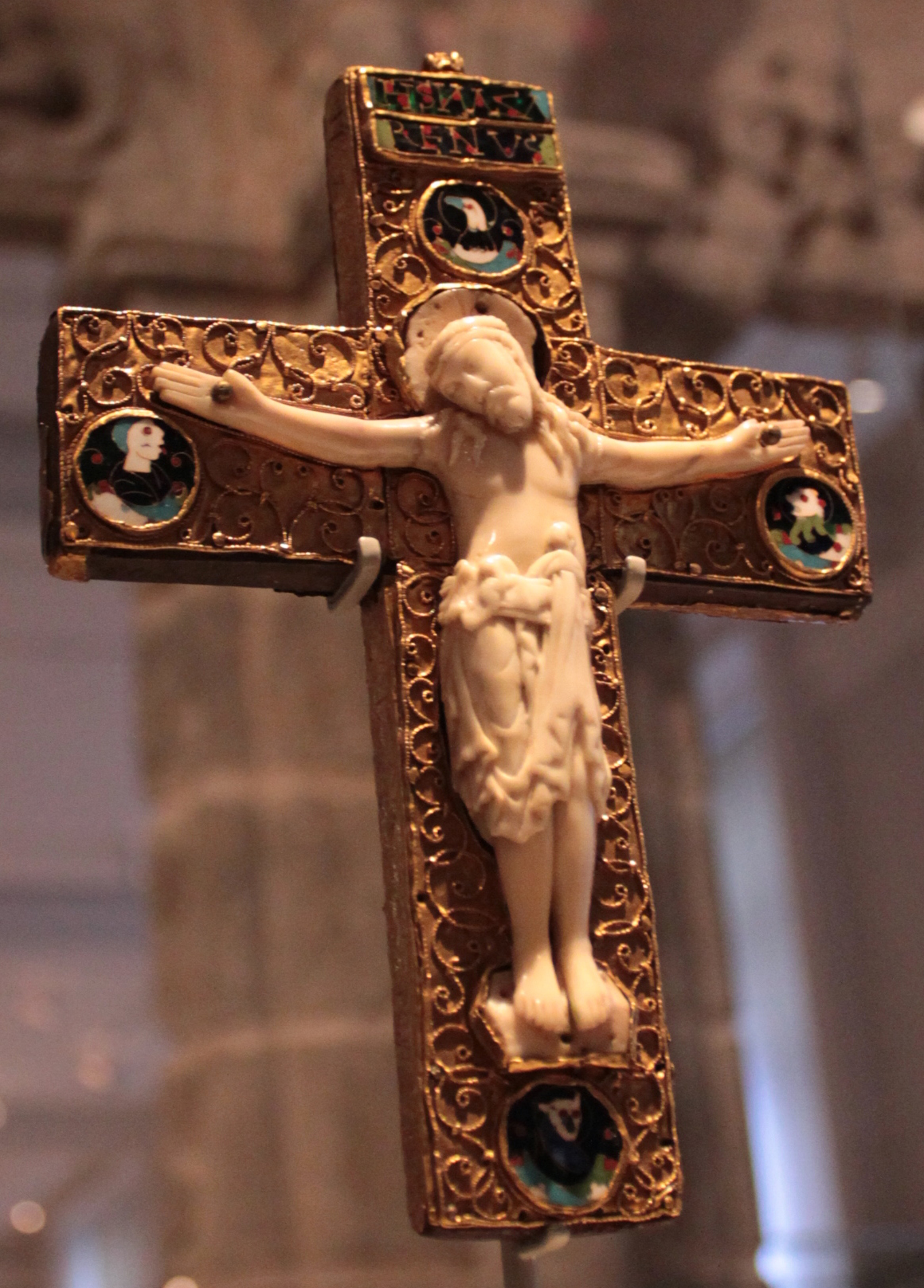
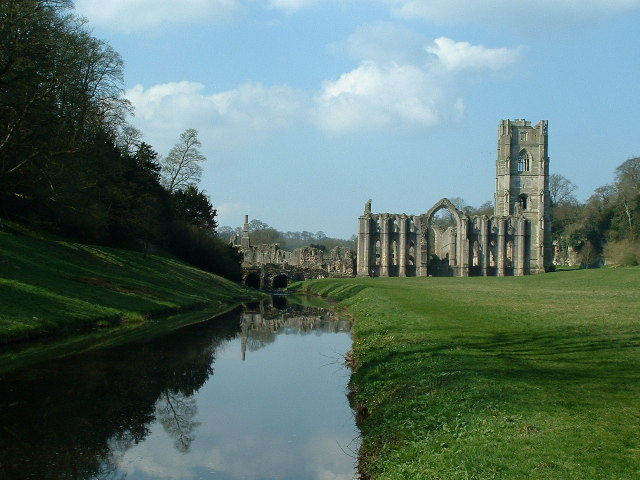
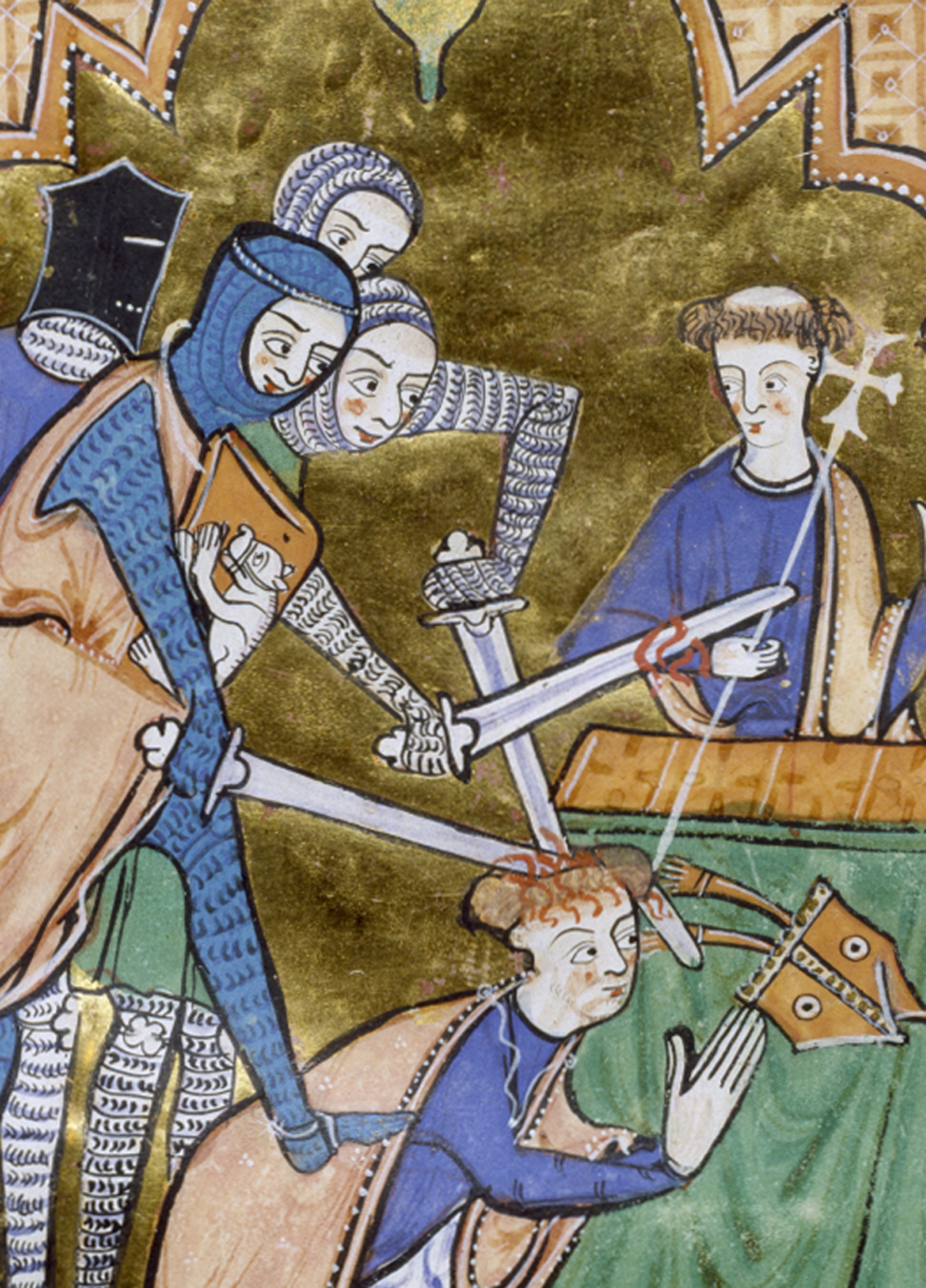
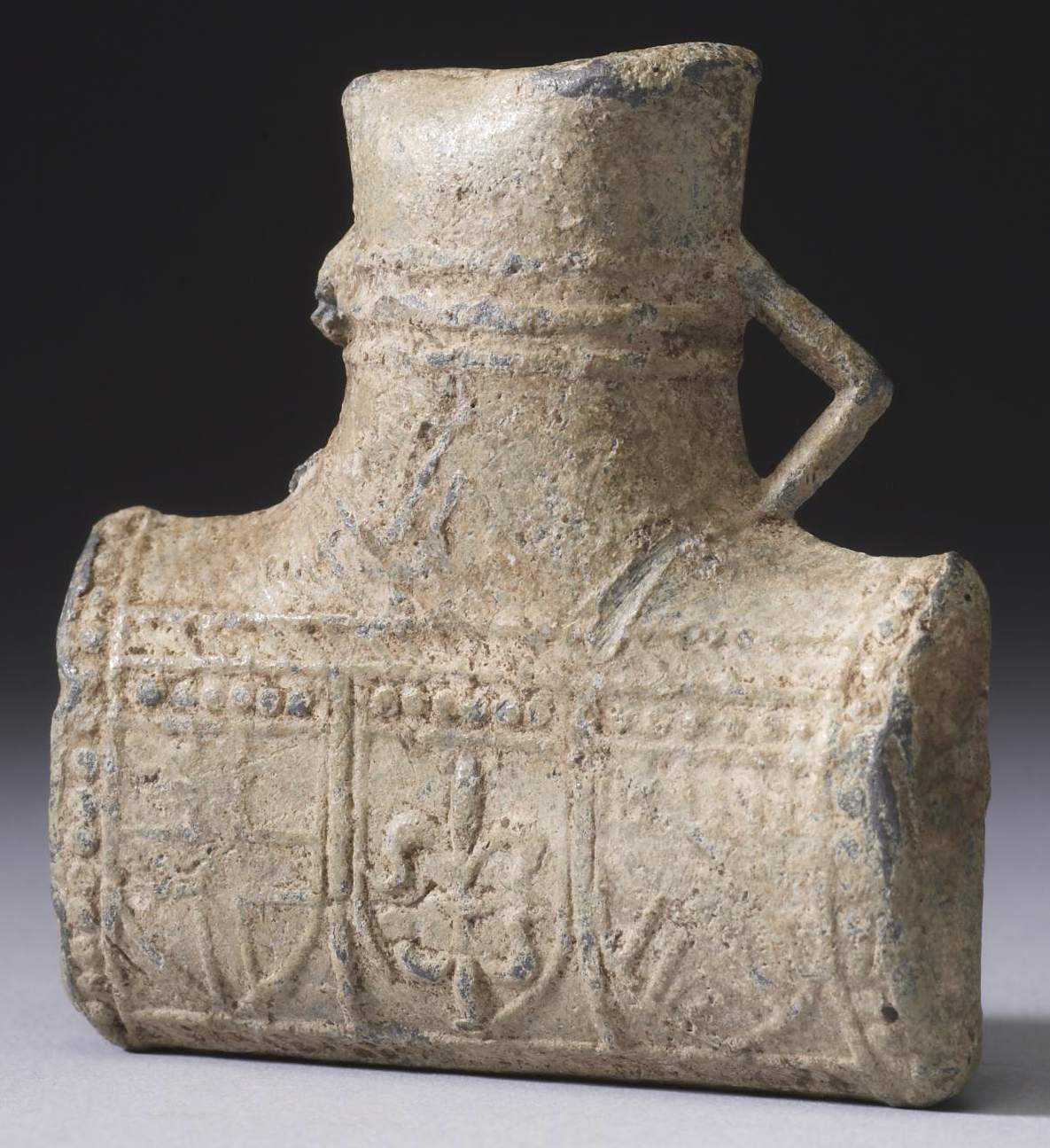